# 14623 Kamoun
14623 Kamoun è un asteroide della fascia principale. Scoperto nel 1998, presenta un'orbita caratterizzata da un semiasse maggiore pari a 2,3345983 UA e da un'eccentricità di 0,0946784, inclinata di 7,67225° rispetto all'eclittica.